# Star Wars Jedi Knight: Jedi Academy
Star Wars Jedi Knight: Jedi Academy est un jeu vidéo d'action et de plates-formes basé sur l'univers Star Wars, à la fois subjectif à la première personne et objectif, sorti en septembre 2003 sur PC et Xbox. Développé par Raven Software, le jeu est distribué par LucasArts en Amérique du Nord et par Activision dans le reste du monde. Une réédition sur PS4 et Xbox Series prévus en 2021.

## Trame

### Contexte
Les évènements relatés dans le jeu se déroulent environ 14 ans après la Bataille de Yavin. Le joueur incarne Jaden Korr, un nouvel étudiant de l'Académie Jedi fondée par Luke Skywalker sur Yavin IV. L'histoire tourne autour de l'apparition d'un culte Sith nommé les Disciples de Ragnos. Jaden devient un apprenti de Kyle Katarn (protagoniste de Jedi Knight: Dark Forces II) avec Rosh Penin comme condisciple. Le joueur suit les investigations de Kyle et Luke Skywalker à la recherche des traces dudit culte.

### Histoire
En arrivant sur Yavin IV, le transport d'élèves est attaqué et doit atterrir d'urgence dans les forets couvrant la lune. L'attaque n'était cependant qu'une diversion, permettant à Alora, la disciple de Tavion, de s'emparer de précieuses données au sein-même de l'Académie. Jaden, sélectionné pour avoir été le premier à réussir à fabriquer un sabre laser fonctionnel sans avoir fait appel à la Force, et Rosh Penin, un élève ayant acquis les rudiments de la Force, sont excentrés par rapport au reste du groupe, et sont contraints de rejoindre l'Académie par leurs propres moyens. Jaden, armé de son sabre-laser, découvre d'abord la présence d'Impériaux sur la lune puis, près d'un temple Massassi, une femme, armée d'un sceptre pointé sur le temple, envoyant sur celui-ci une ligne continue d'énergie... qu'elle finit par détourner vers le héros, le rendant inconscient. Quelque temps plus tard, Jaden se relève, entouré de Kyle, Luke, Rosh et d'autres étudiants...
Lors du parcours d'entraînement Jedi, une rivalité éclate entre Rosh et Jaden, le premier essayant par esprit compétitif de terminer le parcours avant l'autre. Pour ralentir Jaden, Rosh va jusqu'à programmer contre Jaden un droïde ASP7 d'entraînement au combat équipé d'un sabre laser ! Kyle Katarn fait remarquer à Rosh que si le droïde avait été paramétré pour l'entrainement de Luke, Jaden y aurait sûrement laissé la vie.

## Système de jeu
Le personnage est admis dans le nouvel Ordre Jedi, mené par Luke Skywalker, dans lequel il est appelé à suivre une courte initiation (le didacticiel) et est envoyé à travers la Galaxie pour effectuer des missions pour le compte de la Nouvelle République Galactique. Le joueur est capable de définir l'apparence de son personnage, mais aussi de choisir son propre sabre laser, la garde comme la couleur de son cristal.
Après avoir effectué une dizaine de missions pour le compte du nouvel ordre Jedi, deux nouveaux styles de sabre pourront être choisis par le joueur : le combat à deux sabres (style utilisé entre autres par Anakin Skywalker contre le Comte Dooku durant L'Attaque des clones) ou le sabre à deux lames, popularisé par Dark Maul dans La Menace fantôme. Une autre nouveauté dans Jedi Academy, par rapport à l'opus précédent, est le fait de pouvoir personnaliser le personnage dès le début du jeu, ce qui lui donne un début d'aspect RPG. En effet, outre le visage et la tenue vestimentaire de son personnage, le joueur pourra au choix incarner du côté masculin un Humain, un Rodien ou un Kel'dor ou, s'il choisit d'incarner une femme, d'incarner une Humaine, une Twi'lek ou une Zabrak.
Il ne lui est cependant pas possible de choisir le nom de son personnage, en raison des doublages voix mentionnant le nom du personnage : Jaden Korr.
Après avoir finalisé le processus de création du personnage et de son sabre-laser, le joueur sélectionne la difficulté du jeu et le lance, démarrant par la fameuse cinématique défilante propre à la saga, puis l'histoire du jeu commence à proprement parler.

### Pouvoirs de la Force[1]
Le jeu laisse une place importante aux pouvoirs de la Force. Le joueur possède une "barre de Force" qui s'épuise lorsqu'il utilise les pouvoirs et qui se recharge quand aucun pouvoir n'est employé. Chaque pouvoir possède trois rangs qui augmentent son efficacité, ses effets et réduit sa vitesse consommation de la "barre de Force". Les pouvoirs sont divisés en trois groupes : pouvoirs de base, ceux du côté lumineux et ceux du côté obscur.
Les pouvoirs de bases sont obtenus lors de la mission d'entrainement au début du jeu. Leurs rangs augmentent automatiquement lorsque le joueur fini un acte du jeu. Les pouvoirs du côté lumineux et du côté obscur sont choisis par le joueur : il peut choisir un nouveau pouvoir ou augmenter d'un rang un pouvoir qu'il possède déjà. Ces choix n'ont pas d'influences sur le scénario du jeu (à part des commentaires de Luke Skywalker ou de Kyle Katarn dans certains briefings) mais permettent de faire varier la méthode de jeu.

| Pouvoirs de base                                                                                  | Pouvoirs du côté lumineux                                                                                         | Pouvoirs du côté obscur                                                                       |
| ------------------------------------------------------------------------------------------------- | --- | --------------------------------------------------------------------------------------------- |
| Saut de la Force                                                                                  | Absorption de la Force (protège des dégâts des pouvoirs de la Force offensifs)                                    | Épuisement de la Force (draine la vie des ennemis)                                            |
| Vitesse de la Force                                                                               | Soins de la Force                                                                                                 | Eclairs de la Force                                                                           |
| Lancer du sabre laser (disponible dès la mission d'introduction)                                  | Persuasion de la Force (distrait les adversaires et peut les convertir temporairement au rang maximum du pouvoir) | Poigne de la Force (étrangle les ennemis à distance, à l'instar de Dark Vador dans les films) |
| Traction de la Force (pour attirer des ennemis ou des objets)                                     | Protection de la Force (protège des dégâts et des attaques non liées aux pouvoirs de la Force)                    | Rage de la Force (augmente temporairement la force et la vitesse mais draine la santé)        |
| Poussée de la Force (pour repousser des ennemis, des objets et certains projectiles)              | |                                                                                               |
| Vision de la Force (permet de voir des objets cachés et les ennemis et alliés à travers les murs) | |                                                                                               |

## Développement
Le jeu constitue le dernier volet (à ce jour) de la série des Jedi Knight. Il est développé à partir du moteur graphique de Quake 3, avec quelques modifications comme la vue à la troisième personne et de nouveaux effets au sabre.
À la suite de la décision prise par Disney de fermer les studios LucasArts le 3 avril 2013, les développeurs de Raven Software ont publié le code source du jeu sur SourceForge.net, sous licence GNU GPL v2. Ce code source a été retiré peu de temps après, car il contenait des bibliothèques propriétaires, spécifiques à la Xbox et Bink Video.